# Humilis von Bisignano

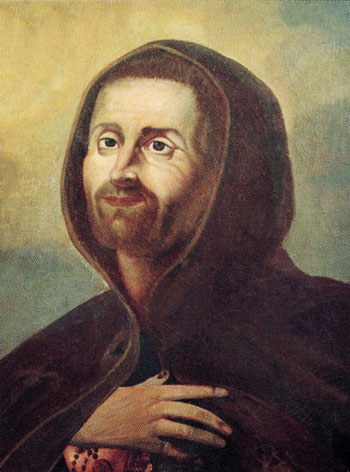
Humilis von Bisignano

Humilis von Bisignano, ursprünglich Lukas Antonius Pirozzo; (* 26. August 1582 in Bisignano, Italien; † 26. November 1637 ebenda) war ein italienischer Franziskaner und Mystiker. In der katholischen Kirche wird er als Heiliger verehrt.

## Leben
Humilis, dessen bürgerlicher Name Lukas Antonius Pirozzo lautete, trat als Laienbruder in den Franziskanerorden ein.  Er wurde 1892 seliggesprochen. Papst Johannes Paul II. sprach Br. Humilis 2002 heilig. Sein Gedenktag ist am 26. November.